# John Kenyon French Mason
John Kenyon French („Ken“) Mason (* 19. Dezember 1919 in Lahore, Britisch-Indien; † 26. Januar 2017 in Edinburgh) war ein britischer Pathologe, Gerichtsmediziner und Rechtswissenschaftler.

## Leben
Mason wurde in Lahore geboren, wo sein Vater als Pilot im Royal Naval Air Service diente. Er besuchte die Downside School in Somerset und studierte dann Medizin an der University of Cambridge, wo er 1939 mit B.A. im Peterhouse abschloss. 1943 erlangte er sein M.B. am St Bartholomew’s Hospital in London. Seine Karriere gliedert sich in drei klar erkennbaren Stufen.
Im Zweiten Weltkrieg diente er als Mediziner eines Geschwaders (No. 129 (Mysore) Squadron) der Royal Air Force (RAF). Er blieb im Militär und machte Karriere als Pathologe. 1954 führte der Absturz einer zivilen Comet zu der Erkenntnis, dass erhebliches Wissen zu Unfällen mit Luftfahrzeugen fehlte. 1955 wurde Mason – noch immer in Diensten der RAF – beauftragt, eine Abteilung für Pathologie (Department of Pathology) der RAF einzurichten. Indem er diese Abteilung einrichtete, entwickelte Mason auch gleichzeitig eine Methodik zur Untersuchung von Unfällen der Luftfahrt. Die Abteilung untersuchte bald nicht nur Unfälle der Streitkräfte, sondern auch zivile Unfälle im Aufsichtsbereich des Department of Trade and Industry wo Mason bis zum Ende dieses Teils seiner Karriere 26 zivile Abstürze mit Großmaschinen untersuchte.
In dieser Zeit seiner Karriere stieß er auf das Dilemma, das ihn in seiner dritten Karriere antreiben sollte: Darf man Wissen verwenden, das auf unethische Art gewonnen wurde? Er untersuchte viele Flugunfälle und einige seiner Forschungsergebnisse führten zu wesentlichen Verbesserungen in der Sicherheit der Luftfahrt. So entdeckte er bei der Untersuchung des Absturzes der Comet einen Konstruktionsfehler der Sitze, der die Sterblichkeit deutlich erhöht hatte. Seine Entdeckung führte zur Einführung der heute üblichen A-förmigen Sitzverankerung.
Seine Forschungsergebnisse veröffentlichte er in seinem Werk Aviation Accident Pathology Study Fatalities (1962), in dem er Unfallverhütung, Wirkung, Art und Ursache des Todes, vorexistierende Erkrankungen von Besatzungsmitgliedern, Umweltfaktoren wie Sauerstoffmangel und giftige Abgase der Triebwerke und Rekonstruktion der Unfälle behandelte. Speziell seine Untersuchungen von tödlich verlaufenem Gebrauch des Schleudersitzes und seiner Untersuchungen zu den entstandenen Verletzungen einschließlich der Untersuchung von Sitz, Fallschirm, Ausstiegen in niedriger Höhe, Ausstiege mit Komplikationen, Fehlbedienungen und Versagen der Gurte, führten zu einer grundsätzlichen Überarbeitung der Konstruktion von Schleudersitzen. Er erreichte den Rang eines Group Capitains als Leiter der Flugmedizin und forensischen Pathologie der RAF. Bei seinem Abschied, 1973, wurde er besonders für seine Leistungen um die Neukonstruktion der Schleudersitze und für seine Dienste um die Pathologie bei Flugunfällen zum Commander des Order of the British Empire ernannt.
1973 wurde er zum Regius Professor of Forensic Medicine der University of Edinburgh berufen. Er hätte sich auf die Forensik und Pathologie konzentrieren können. Aber seine Neugier trieb ihn dazu, vertieft auch die legalen Aspekte seiner Arbeit zu untersuchen. Er führte die Fächer verstärkt zusammen und kombinierte Gerichtsmedizin mit Jurisprudenz. Er veröffentlichte verschiedene Bücher, darunter Pathology of Trauma (drei Auflagen), Forensic Medicine for Lawyers (sechs Auflagen) und Law & Medical Ethics (zehn Auflagen und das längst-gültige Lehrbuch zur medizinischen Jurisprudenz im Vereinigten Königreich). Seine Einführungsvorlesung hielt er am 28. Februar 1974 mit dem Titel Ambitions for a Motley Coat in Anlehnung an die Rolle des Jacques in Shakespears Wie es euch gefällt, die er rund 40 Jahre zuvor gespielt hatte. 1985 wurde er emeritiert, gab seine Arbeit aber noch nicht auf.
Die juristische Fakultät der Universität nahm einen juristisch vorgebildeten Mediziner mit offenen Armen als Ehren-Fellow auf. Er arbeitete an der Edinburgh Law School, wo er ein neues Forschungsfeld eröffnete, das der medizinischen Jurisprudenz, die sich mit den Konflikten im Schnittpunkt von Medizin, Ethik und Rechtswissenschaften befasst. Neben Ian McColl Kennedy am University College London, Margaret Rosetta „Margot“ Brazier und Sheila Ann Manson McLean gilt Mason als Begründer des Fachs in Großbritannien. Er wechselte damit effektiv den Schwerpunkt, den er als Mediziner und Pathologe zuvor eingenommen hatte und wechselte auf die Seite der Jurisprudenz, die mit den Ergebnissen der gerichtsmedizinischen Erkenntnisse arbeiten muss. Dieser Forschung blieb er treu bis ins sehr hohe Alter. Der letzte Karriere- und Lebensabschnitt von Mason dauerte 32 Jahre.

## Ehrungen
Mason wurde im Vereinigten Königreich und in den Vereinigten Staaten mehrfach ausgezeichnet, darunter der J.F. Lederer Award für die Sicherheit von Luftfahrzeugen, dem Swiney Prize in Rechtswissenschaften und er wurde zum Fellow der Royal Society of Edinburgh berufen. 2005 verlieh ihm die University of Edinburgh einen Ehrendoktor (LL.D.). Zu Ehren Masons benannte die Universität ein 2012 in Masons Anwesenheit eröffnetes Institut der juristischen Fakultät nach ihm, das J Kenyon Mason Institute for Medicine, Life Science and the Law oder kurz Mason Institute.

## Bibliografie
- Aviation Accident Pathology Study Fatalities (1962)
- Forensic Medicine for Lawyers (1978)
- Medico-legal Encyclopaedia (1987)
- Human Life and Medical Practice (1988)
- The Courts and the Doctor (1990)
- Pathology of Trauma (1993)
- Medico-Legal Aspects of Reproduction and Parenthood (1998)
- Paediatric Forensic Med & Path (1998)
- Law & Medical Ethics (1983) mit Alexander McCall Smith - bis zur neunten Auflage war Ken Mason Autor, erst die 2016 veröffentlichte zehnte Auflage enthält nur noch ein Vorwort von Mason
- The Troubled Pregnancy: Legal Wrongs and Rights in Reproduction (2007)
- Legal and Ethical Aspects of Healthcare (2009)